# Raffaele Pelligra
Raffaele Pelligra (Comiso, 6 dicembre 1888 – Roma, 22 settembre 1971) è stato un generale italiano, gemello del colonnello Gaetano Pelligra, capitano di cavalleria, comandante di 140ª Batteria bombarde operante a Quota 208 sud Carso 1-2 Novembre 1916, e fratello del generale di artiglieria Salvatore, ucciso dai tedeschi nel 1943, e decorato di Medaglia d'oro al valor militare alla memoria. Durante la seconda guerra mondiale fu comandante della 13ª Divisione fanteria "Re" in Croazia, e successivamente Capo di stato maggiore della 7ª Armata a Potenza. Tra il 1947 e il 1952 fu comandante generale della Guardia di Finanza.

## Biografia
Nacque a Comiso in Sicilia, il 6 dicembre 1888. Arruolatosi nel Regio Esercito, nel 1908 entrò come Allievo ufficiale nella Regia Accademia Militare di Fanteria e Cavalleria di Modena, da cui uscì con il grado di sottotenente, assegnato all'arma di cavalleria il 19 settembre 1909, assegnato in servizio dapprima nel Reggimento "Cavalleggeri di Lodi", e poi nel 29º Reggimento "Cavalleggeri di Udine" a Nola.
Partecipò alla Grande Guerra, come tenente e capitano, con grandi riconoscimenti e comandò la 139ª batteria bombarde sul Carso prestando servizio di Stato maggiore presso la 49ª Divisione e successivamente presso la 22ª Divisione, la 7ª Armata, il Corpo d'armata cecoslovacco e la 5ª Divisione.
Frequentata brillantemente la scuola di guerra, nel corso del 1919 fu addetto alla Divisione militare di Pola e poi comandante di squadrone nel 19° Regimento "Cavalleggeri Guide" (1924). Promosso maggiore nel 1926, gli fu affidato il comando di un gruppo squadroni del Reggimento "Cavalleggeri del Monferrato".
Divenuto tenente colonnello di Stato maggiore, fu successivamente addetto al comando del corpo di Stato maggiore ed all'Ispettorato truppe celeri, in qualità di capo ufficio. Nominato Capo di stato maggiore della Divisione "Sila" e nel 1935-1936 partecipò alla campagna in Africa Orientale.
Promosso colonnello il 1º ottobre 1936, assunse il comando del 6º Reggimento "Lancieri di Aosta" a Napoli, che mantenne fino al 14 aprile 1939, cedendone il comando al colonnello Giovanni Imperiali d'Afflitto di Francavilla. Promosso generale di brigata il 1º gennaio 1940, fu nominato intendente della 2ª Armata schierata al confine con la Jugoslavia. Nel febbraio 1942, sostituendo il generale Dabbeni, assunse il comando della 13ª Divisione fanteria "Re" in Croazia, promosso al grado di generale di divisione il 19 ottobre. Il 12 luglio 1943, sostituendo il generale Furio Monticelli, fu nominato Capo di stato maggiore della 7ª Armata a Potenza.
Fu poi direttore generale dei servizi di commissariato e amministrativi del Ministero della guerra.
Promosso generale di corpo d'armata, divenne il 13º Comandante generale del Corpo della Guardia di Finanza il 15 luglio 1947, incarico mantenuto fino al 3 febbraio 1952 quando fu collocato a riposo per limiti di età.
Il nome di Raffaele Pelligra figura nell'elenco CROWCASS (Central Registry of War Criminals and Security Suspects, 1947), compilato dagli Alleati anglo-americani, delle persone ricercate dalla Jugoslavia per crimini di guerra.